# Europeras
Europeras sono cinque lavori operistici composti da John Cage. Vuole essere un omaggio e coronamento a conclusione di tutta la storia dell'Opera Lirica. Il compositore e informatico canadese Andrew Culver ha collaborato alla stesura della partitura di Cage per questi lavori, curando il software che ha simulato le operazioni casuali dell'I Ching. 

## Europeras I e II
L'opera è composta seguendo le regole di operazioni casuali. Le varie componenti dell'opera tradizionale (parti strumentali e vocali, arie, ruoli, scenografie) sono spezzettate e, dopo averle estratte dal loro contesto, ricombinate a caso. L'armonia o disarmonia proposta è la massima espressione della performance cercata da Cage perché è il caso, e non la personalità dell'autore, compositore e direttore a determinarla. Identico procedimento è stato applicato all'allestimento scenico.